# Fritz Waldschmidt
Fritz Gustav Wilhelm Max Waldschmidt (* 5. Dezember 1862 in Nieder-Wildungen; † 17. Dezember 1937 in Wiesbaden) war ein deutscher Jurist und Landrat.

## Leben
Fritz Waldschmidt wurde als Sohn des Korbacher Konrektors Carl Friedrich Waldschmidt und dessen Ehefrau Emma Marc geboren und absolvierte nach dem Abitur am  Gymnasium Korbach ein Studium der Rechtswissenschaften an der Eberhard Karls Universität Tübingen und an der Philipps-Universität Marburg.
Nach dem ersten juristischen Staatsexamen leistete er das Referendariat beim Oberlandesgericht Kassel und wurde nach der großen juristischen Staatsprüfung im Jahre 1893 Gerichtsassessor am Amtsgericht Korbach und später bei den Staatsanwaltschaften Hannover und Stade.
1896 wurde er ständiger Hilfsarbeiter bei der Staatsanwaltschaft Göttingen und erhielt 
zum Jahreswechsel 1897/1898 die Ernennung zum Landrat im Kreis des Eisenbergs in Korbach. 
Dieses Amt hatte er bis 1906 inne, als er ständiger Vertreter des Landesdirektors wurde.
1911 wechselte er zur Bezirksregierung Arnsberg, wurde dort Oberregierungsrat und kam 1916 in gleicher Funktion zur Bezirksregierung Allenstein. Als Regierungsdirektor war er bei der Bezirksregierung Wiesbaden tätig und wurde dort nach der Ruhrbesetzung im Jahre 1923 ausgewiesen.
Waldschmidt kehrte an seinen Arbeitsplatz zurück und wurde 1928 in den Ruhestand verabschiedet. 
Der Politiker Oswald Waldschmidt und der Arzt Max Waldschmidt waren seine Halbbrüder.